# Személyes információszervezés
A személyes információszervezés (angolul Personal Information Management, PIM) fogalmát egy magyarországi tanfolyam anyaga a következőképpen határozza meg: „… a különböző digitális és analóg eszközökkel tárolt vagy segítségükkel elérhető információk és dokumentumok kezelése: az információs környezetünk megszervezése.” A szakirodalomban használják még a személyes információkezelés, személyes információmenedzsment, perszonális információmenedzsment fogalmakat.

## A fogalom születése és jelentése
Az angol Wikipédia szerint a PIM azon gyakorlati tevékenységek összessége (illetve ezek tanulmányozása), amelyet az ember annak érdekében végez, hogy elsajátítsa, rendszerezze, karbantartsa, kinyerje az információkat. Az azokat tartalmazó különböző típusú hordozókat (papír és digitális dokumentumok, weboldalak, e-mailek, feladatlisták) és eszközöket minél hatékonyabban tudja használni, annak érdekében, hogy megfeleljen az élet különböző területein (család, munka, barátok, egyéb közösségek).
Ideális információszervezés esetén a kellő információ, a megfelelő helyen és időben, a számunkra szükséges formában és minőségben, könnyen hozzáférhetően a rendelkezésünkre áll. A különböző technikák és eszközök segítenek nekünk időt spórolni, ezáltal több időnk marad a PIM által szervezett információk kreatív és intelligens használatára.
Már Vannevar Bush 1945-ös gondolatkísérlete, a Memex(egy elképzelt jövőbeli személyi információtároló gépezet, amely kinézetre íróasztalhoz hasonlított, felületét üveg borította, erre alulról lehetett kivetíteni a gép belsejében rejtőző információtároló mikrofilmek tartalmát; 1. ábra) is egyfajta PIM-alkalmazásnak tekinthető.
Maga a „personal information management” kifejezés azonban az 1980-as évek végén jelent meg egy, a személyes információszervezés pszichológiájával foglalkozó cikkben. A cikk a jövő irodájáról szól, illetve arról, hogy a fejlődéshez mindenképpen szükség lesz a hatékony információszervezésre, az ehhez elengedhetetlen eszközöket az információtechnológia várhatóan biztosítani fogja majd. Ez az írás bizony már színtisztán az általunk tárgyalt témával foglalkozik, emellett kiemelendő még, hogy a területet megnevező kifejezés itt született meg.
A személyes információmenedzsmenttel mint kutatási témával számos tudományág és szakterület foglalkozik. Érdekli többek között a kognitív tudományt, az információtudományt, a munkaszervezést, a menedzsmenttudományt és a könyvtártudományt is.

## Személyes információk köre
A személyes információt hat módon határozhatjuk meg:
1. . Saját tulajdonú, birtokolt információk, adathordozók
2. . Rólam szóló adatok
3. . Felém célzott adatok (pl. reklám)
4. . Nekem eljuttatott adatok
5. . Általam megtapasztalt ismeretek
6. . Számomra érdekes ismeretek

## A PIM alapelvei
- találjunk meg mindent (általános és speciális keresők, adat-/szövegbányászat, mély web, szemantikus web)
- szűrjünk mindent (spamszűrés/-elkerülés, reklámblokkolás, RSS, relevancia, kollektív bölcsesség)
- egységesítsünk mindent (digitalizálás, konvertálók, dekódolás	optimalizálás, nyílt formátumok, névkonvenciók)
- rendszerezzünk mindent (katalogizálás/kategorizálás, címkézés, könyvjelző, metaadatok, wiki, tématérkép)
- mentsünk mindent (naplózás, exportálás, archiválás, backup, szinkronizálás, tükrözés, online iroda)
- védjünk mindent (személyes adatok és személyiség, jelszó, IP-cím, vírusok/trójaiak, titkosítás, vízjelezés)[1]